# 太保鼎
太保鼎是中华人民共和国国家一级文物，首批64件禁止出国(境)展览的文物之一。铸造于西周初期。现藏天津博物馆。

## 出土与收藏
太保鼎相传在清道光或咸丰年间出土于山东寿张县梁山，同时出土的还有青铜尊、甗等。这些青铜器器型庄严厚重，纹饰华丽繁缛，是商周青铜器的典型代表，合称“梁山七器”。太保鼎先后由李宗岱、丁麐年、徐世昌等人收藏；徐世昌曾作《得鼎歌》对其倍加赞颂，并收入《水竹邨人集》中。1958年，徐世昌之孙媳张秉慧将太保鼎捐献国家，收藏于天津博物馆。

## 形制
太保鼎为方形鼎，通高57.6厘米，口径长35.8厘米，宽22.8厘米，重26公斤；四柱足，有二直耳，耳上铸有攀附状垂角双兽，器腹饰有饕餮纹和蕉叶纹，四角饰扉棱。太保鼎的四柱足装饰有扉棱，柱足中部装饰有圆盘，这在商周青铜器中独一无二。

## 铭文
腹内有“大（太）保铸”三字，故而得名。此太保即辅佐周成王之召公奭。